# Angelika Amon
Pour les articles homonymes, voir Amon (homonymie).
Angelika Amon née le 10 janvier 1967 à Vienne et morte le 29 octobre 2020 est une biologiste cellulaire et moléculaire austro-américaine.
Elle est professeure spécialisée dans la recherche sur le cancer au Massachusetts Institute of Technology (MIT) à Cambridge. Ses recherches se focalisent sur la façon dont les chromosomes sont réglementés, dupliqués et partitionnés dans le cycle cellulaire. Elle reçoit le Breakthrough Prize in Life Sciences 2019 pour ses travaux sur l'aneuploïdie (quand une cellule ne possède pas le nombre normal de chromosomes). Elle étudie comment cela affecte les cellules normales et les cellules cancéreuses,,.

## Biographie

### Éducation
Angelika Amon née le 10 janvier 1967 à Vienne en Autriche, affiche un intérêt précoce pour la  biologie végétale et animale. Elle décide d'étudier la biologie après avoir appris les lois de Mendel au collège. Elle a reçu son diplôme de premier cycle de l'université de Vienne et a continué son travail de doctorat sous la direction du professeur Kim Nasmyth à l'Institut de recherche en biologie moléculaire de Vienne. Elle soutient sa thèse en 1993. 

### Carrière
Angelika Amon effectue deux ans de recherche post-doctorale à l'Institut Whitehead pour la recherche biomédicale à Cambridge et a été par la suite nommée membre de cet institut pendant trois ans. En 1999, elle rejoint le centre de recherches sur le cancer du MIT et  le département de Biologie du MIT. Elle y est promue professeure titulaire en 2007. En 2000, elle est nommée chercheuse associée au Howard Hughes Medical Institute. Elle est membre du comité de Rédaction de Current Biology et du conseil consultatif scientifique de l'Institut de recherche de pathologie moléculaire (IMP) depuis 2009.

### Vie privée
Amon était marié à Johannes Weis. Ensemble, ils ont eu deux filles (Theresa et Clara).  Elle est décédée le 29 octobre 2020. Elle avait 53 ans et a souffert d'un cancer de l'ovaire dans les deux ans et demi qui ont précédé sa mort,.

## Récompenses
- En 2003, Angelika Amon reçoit le prix Alan T. Waterman de la National Science Foundation[13].
- En 2007, elle remporte le prix Paul Marks pour la recherche sur le cancer (en) avec Todd R. Golub, et Gregory J. Hannon[14],[15].
- En 2008, elle reçoit le prix de biologie moléculaire de l'académie nationale des sciences[16].
- En 2017, elle est élue membre de l'Académie américaine des arts et des sciences[5],[17].
- En 2019, elle reçoit le Breakthrough Prize in Life Sciences en 2019 pour ses travaux sur l'aneuploïdie[18].